# Окружні військові комітети
Окружні військові комітети — установи, що виникли стихійно з військових і цивільних осіб після розпаду Австро-Угорської імперії.
Мали на меті органазацію населення до праці при розбудові Української держави. Окружні Військові комітети припинили діяльність після створення Окружних військових команд.
На Тернопільщині діяли в містах Тернополі і Чорткові.